# Rîbnița
Ribnita (en rumano: Rîbnița; en ruso: Рыбница, romanizado: Rybnitsa; en ucraniano: Рибниця, romanizado: Rybnytsia), también conocida como Râbnița, es una ciudad ubicada la orilla oriental de río Dniéster, parte de la parcialmente reconocida República de Transnistria, y capital del distrito homónimo, aunque de iure pertenece a Moldavia.

## Toponimia
Hay varias teorías sobre el origen del nombre de la ciudad. El nombre vendría de "peces" en ruso (рыба), derivando en la palabra Rîbniţa (Рыбница). Otros nombres históricos de la ciudad son: en yidis: ריבניצע‎, romanizado: Ribnitse; en polaco: Rybnica y en lituano: Rybnica.

## Geografía
Se encuentra a una altitud de 91 m sobre el nivel del mar y una distancia de unos 130 km de Chisináu.    

## Historia
| Pertenencias históricas |
| - República de las Dos Naciones: 1609-1672 - Corona de Polonia ———————————————————————————— - Imperio Otomano: 1672-1699 ———————————————————————————— - República de las Dos Naciones: 1699-1793 - Corona de Polonia ———————————————————————————— - Imperio ruso: 1793-1917 ———————————————————————————— - República rusa: 1917 ———————————————————————————— - República Popular ucraniana: 1917-1919 ———————————————————————————— - Unión Soviética: 1919-1941 - RSS de Ucrania (1919-1924) - RASS de Moldavia (1924-1940), parte de la RSS de Ucrania - RSS de Moldavia (1940-1941) - RSS de Moldavia (1944-1991) ———————————————————————————— - Reino de Rumania: 1941-1944 - Gobernación de Transnistria ———————————————————————————— - Unión Soviética: 1944-1991 - RSS de Moldavia (1944-1991) ———————————————————————————— - Moldavia (de iure)/ Transnistria (de facto): desde 1991 |

La primera información sobre una localidad en el territorio de Rîbniţa data de la primera mitad del siglo XV como un pueblo ruteno. Una de las primeras menciones de la ciudad se refiere al año 1628, al aparecer marcado como un asentamiento en un mapa del Gran Ducado de Lituania y Reino de Polonia, conocidos como la República de las dos Naciones. Ya en 1657, Rîbnița se menciona en documentos como una importante ciudad polaca e incluso hoy en día se pueden ver la influencia europea occidental en esta antigua ciudad polaca.  
En 1672, según el tratado de paz de Buczacz, junto con Podolia, quedó bajo el dominio del Imperio otomano, y después del tratado de Karlowitz de 1699, regresó a Polonia. Durante la segunda partición de Polonia, fue ocupada por el Imperio ruso en 1793, como parte de la gobernación de Podolia. 
Desde mediados del siglo XIX, la industria comenzó a construirse en Rîbniţa y, a fines de siglo, la navegación comenzó a desarrollarse en el río Dniéster. En 1898 se construyó una fábrica de azúcar y alcohol. En 1892-1894 se construyó la línea ferroviaria Slobidka-Novoselytsia, que pasaba por la ciudad. También en estos tiempos se construyeron empresas privadas para el procesamiento de productos agrícolas.  
De acuerdo con el censo soviético de 1939, su población era de 11.453 habitantes, distribuidos étnicamente en: 5187 (45,29%) ucranianos, 3216 (28,08%) judíos, 1729 (15,1%) moldavos (rumanos) y 771 (6,73%) rusos.
El 17 de marzo de 1944, fascistas asesinaron en Rîbniţa a casi 400 prisioneros, ciudadanos soviéticos y rumanos antifascistas.

## Demografía
La evolución demográfica de Rîbnița entre 1939 y 2014 fue la siguiente:
| 9371                                 | 11 453 | 32 400 | 61 352 | 53 648 | 49 132 | 47 949 | 44 400 |
| (Fuente: Population of Transnistria) |        |        |        |        |        |        |        |

La ciudad de Rîbniţa es una de las ciudades más grandes de Transnistria y donde el número de ucranianos predomina sobre el de otras nacionalidades. Antes de la Segunda Guerra Mundial, la ciudad tenía una mayoría de judíos, pero la represión de Hitler y la emigración a Israel durante la última era soviética redujeron significativamente la población judía de la ciudad. La población ucraniana de la ciudad también sufrió durante la ocupación germano-rumana: entre mayo y junio de 1943, unos 3.000 ucranianos locales fueron deportados a la fuerza a Ochákiv. El periódico de la comunidad ucraniana de Transnistria, Homin (en ucraniano: Гомін), se publica en Rîbniţa. Según estimación 2010 contaba con una población de 49 132 habitantes. 
La distribución de la población en distintos años es la siguiente:
|              | 1939      | 1939       | 2004      | 2004       |
| Grupo étnico | Población | Porcentaje | Población | Porcentaje |
| ------------ | --------- | ---------- | --------- | ---------- |
| Moldavos     | 1729      | 15,10%     | 11 235    | 20,94%     |
| Rusos        | 771       | 6,72%      | 11 738    | 21,88%     |
| Ucranianos   | 5187      | 45,29%     | 24 898    | 46,41%     |
| Polacos      | 454       | 3,96%      | 500       | 0,93%      |
| Búlgaros     | 21        | 0,18%      | 220       | 0,41%      |
| Bielorrusos  | -         | -          | 328       | 0,61%      |
| Gagaúzos     | -         | -          | 96        | 0,16%      |
| Alemanes     | 5         | 0,04%      | 106       | 0,20%      |
| Judíos       | 3216      | 28,08%     | 166       | 0,31%      |
| Otros        | 70        | 0,61%      | 571       | 1,06%      |
| Total        | 11 453    | 100%       | 53 648    | 100%       |

## Infraestructura

### Economía
Rîbnița es la sede de la mayor compañía de Transnistria, una planta de acero que produce más de 500 millones de dólares en exportaciones al año y tradicionalmente ha representado entre el 40% y el 50% del PIB de Transnistria. Otras industrias presentes en Rîbnița son la planta de azúcar más antigua de Transnistria (fundada en 1898), una destilería de alcohol, una fábrica de cemento, así como un supermercado propiedad de la empresa Sheriff.

### Transporte
La ciudad tiene una gran estación de tren y un puerto fluvial.

## Cultura

### Deporte
FC Iskra-Stal Rîbnița es el club de fútbol profesional de la ciudad, que juega en la primera división de Moldavia.

## Personas ilustres
- Yitzhak Yitzhaky (1902-1955): político judío que formó parte del movimiento marxista-sionista Poalei Zion, y diputado en la Knéset.
- Rabino Chaim Zanvl Abramowitz (1902-1995): gran tzadikim jasídico, también conocido como Ribnitzer Rebe.
- Meir Argov (1905-1963): activista sionista y político israelí, firmante de la declaración de independencia de Israel.
- Yevgueni Shevchuk (1968): político que fue presidente de Transnistria (2011-2016).
- Olena Lukash (1976): jurista y política ucraniana, exministra de Justicia de Ucrania por el Partido de las Regiones.
- Dima Kash (1989): cantautora y rapera rusa que vive en el área metropolitana de Minneapolis-Saint Paul, Minnesota.
- Artiom Rozgoniuc (1995): futbolista moldavo que juega en el FC Maktaaral kazajo.
- DoReDos: trío compuesto por Marina Djundyet, Eugeniu Andrianov y Sergiu Mîța, que representó a Moldavia en Eurovisión 2018 en Lisboa.

## Galería

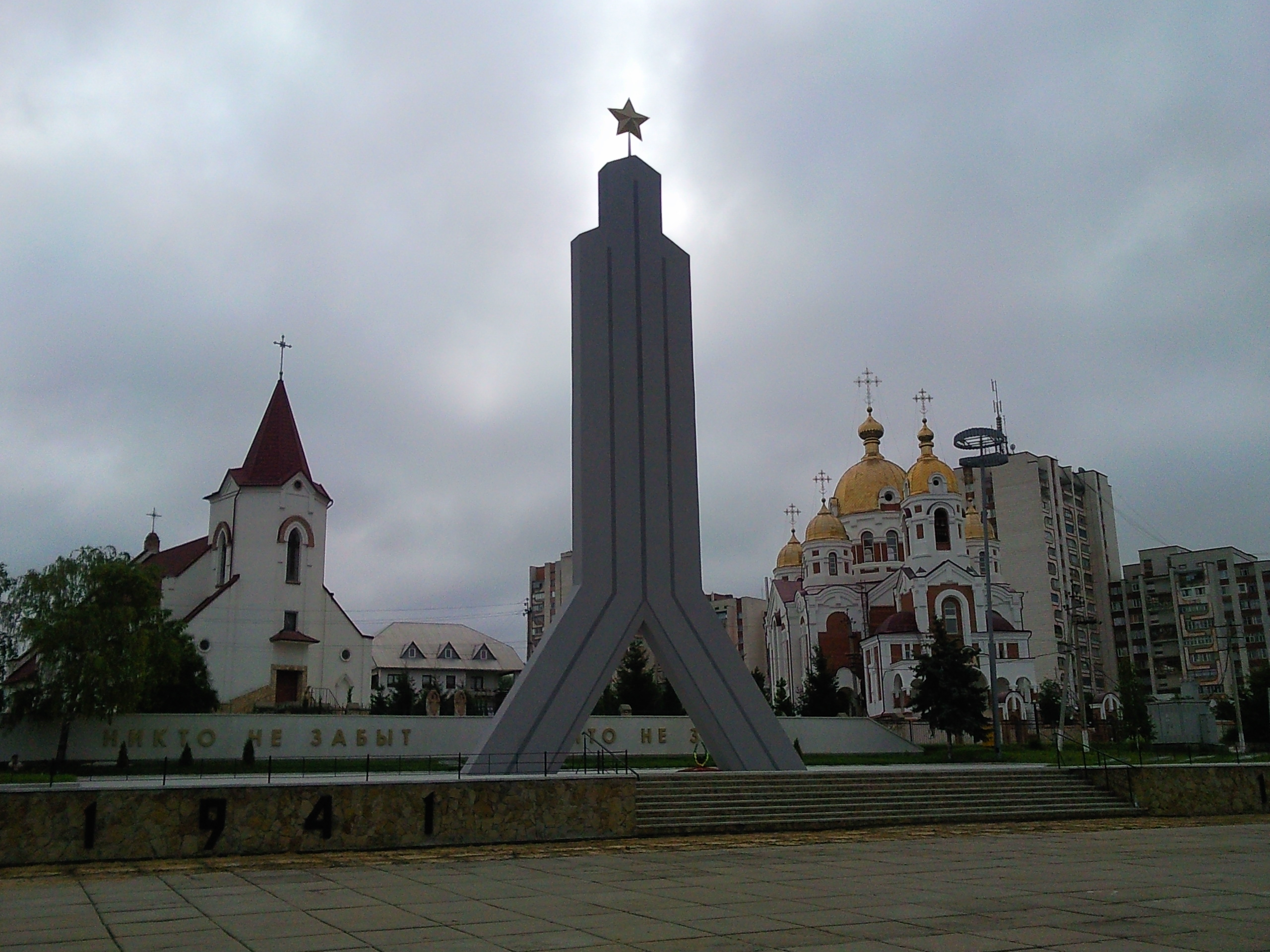
Memorial de la Segunda Guerra Mundial
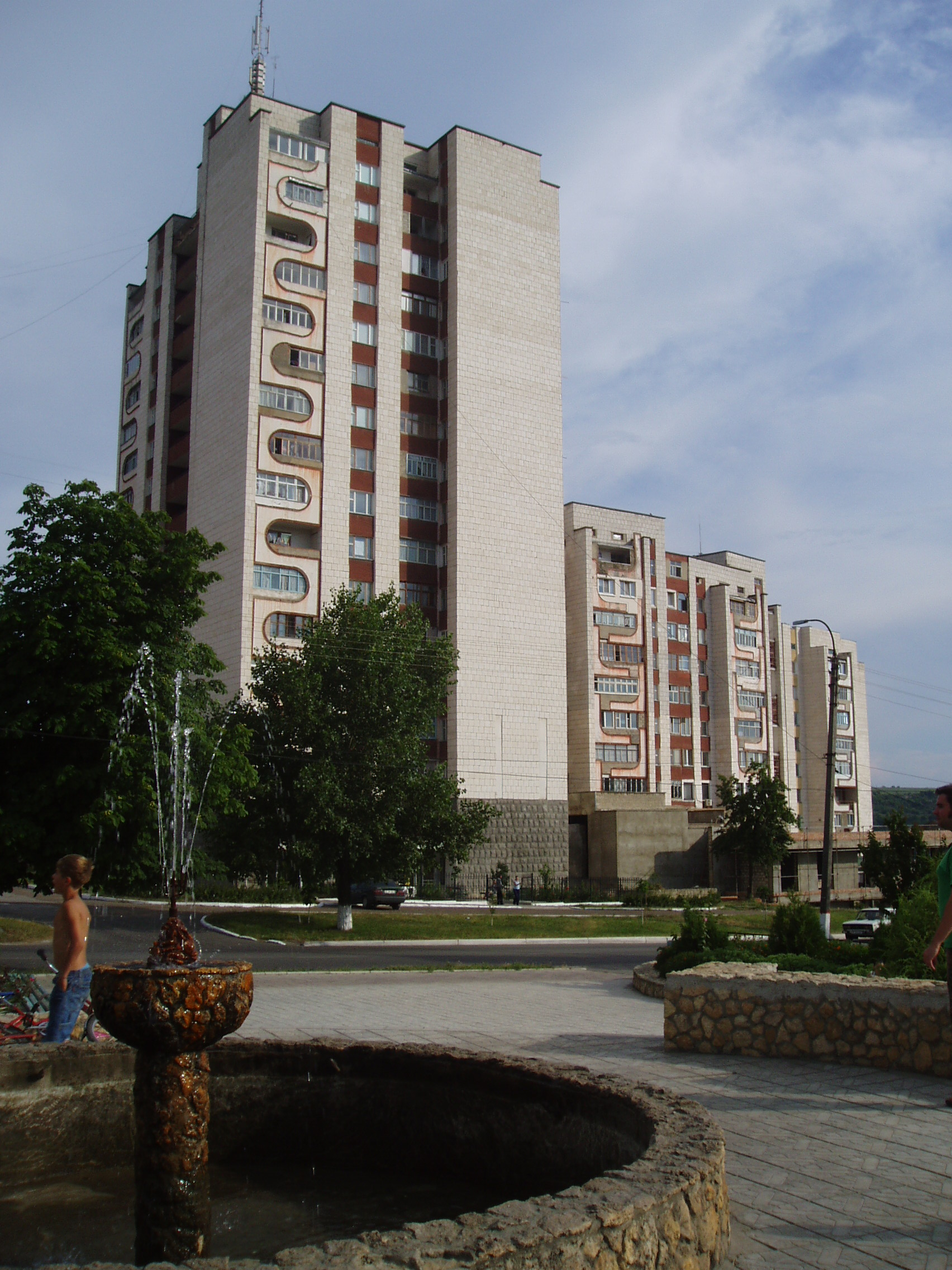
Edificio bien conservado en Rîbnița
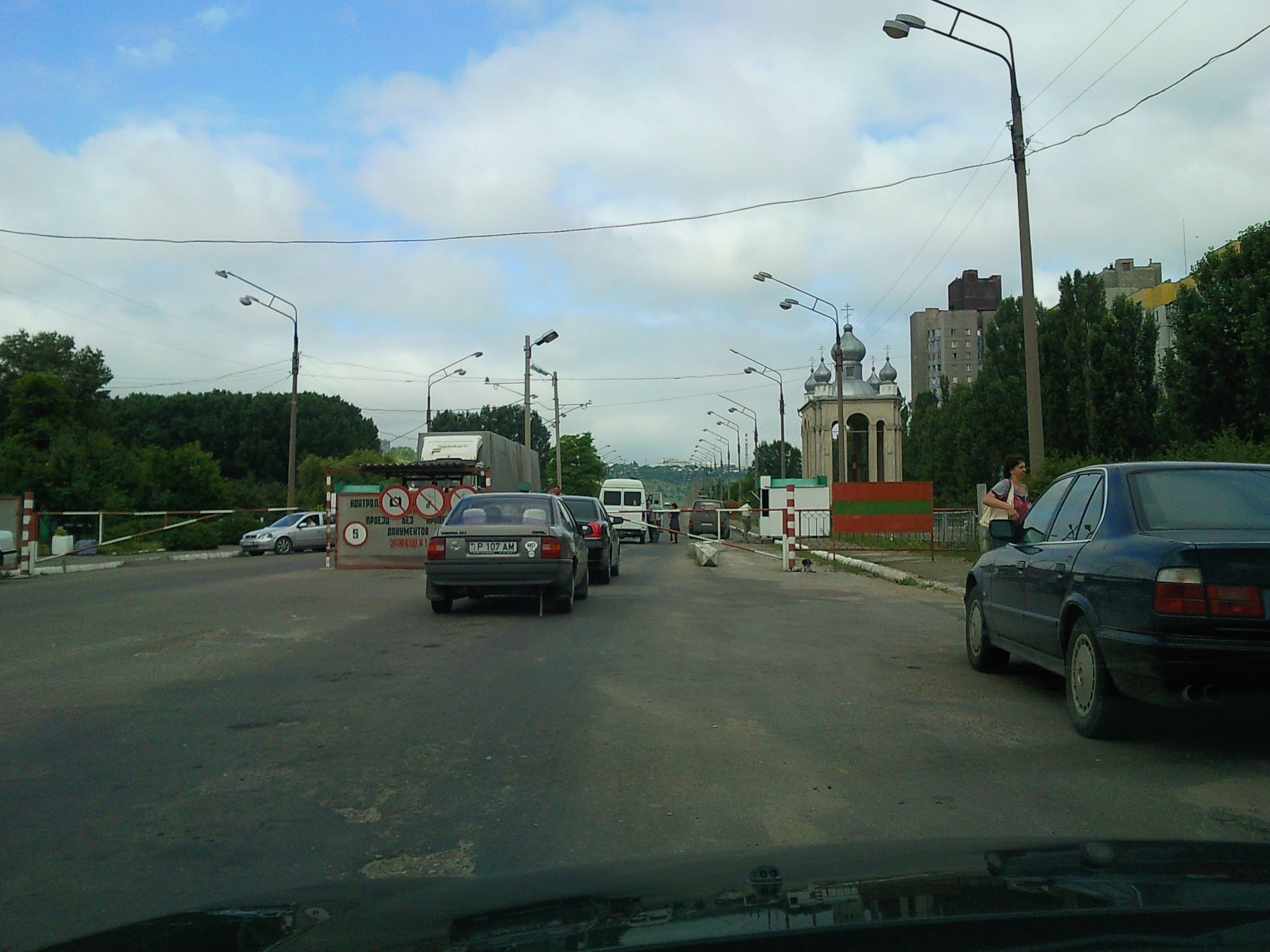
Puesto aduanero en el puente que cruza el Dniéster entre Rîbnița y Rezina

## Ciudades hermanadas
Ribnita está hermanada con las siguientes ciudades:
- Lakeland, Florida, Estados Unidos
- Dmítrov, Rusia
- Jola Pristan y Vínnitsa, Ucrania